# Kolomna
Kolomna (Russisch: Коло́мна) is een stad in Rusland. De stad ligt aan de rivieren Moskva en Oka in de oblast Moskou op 113 kilometer ten zuidoosten van de stad Moskou. De stad vormt het bestuurlijk centrum van het gemeentelijk district Kolomenski .
Uit archeologische vondsten blijkt dat de stad al werd bewoond tussen het 7e en het 6e millennium v.Chr., tijdens het mesolithicum. Van de 5e tot de 3e eeuw v.Chr. vond de eerste vaste bewoning plaats door Finoegrische stammen. Tussen de 7e eeuw en de 13e eeuw kwamen de Slaven naar het gebied.
De stad werd voor het eerst genoemd in de kroniek van Laurentius (op 1 na oudste Oost-Slavische kroniek) in 1177 als handelsplaats en wachtpost binnen het Vorstendom Rjazan. Uit archeologische opgravingen is gebleken dat de huidige plaats tussen 1140 en 1160 moet zijn gesticht. Het is daarmee een van de oudste steden van Rusland. In 1301 veroverde Daniël van Moskou de stad en lijfde deze in bij Moskou. In de stad bevindt zich het Kremlin van Kolomna, een van de grootste kremlins binnen de oblast Moskou met een fort van rode baksteen wat lijkt op het meer bekende Kremlin van Moskou. Dit fort was onderdeel van de Grote abatislinie (Большая засечная черта), een serie van verdedigingswerken, die Moskovië moest beschermen tegen de aanvallen van de Mongoolse Tataren.
De stad heeft een grootschalige metaalindustrie.

## Sport
In Kolomna staat de overdekte ijsbaan Kometa. Op deze ijsbaan vonden de EK allround van 2008, de WK afstanden van 2016 en de EK afstanden 2018 plaats. Daarnaast werden er diverse wedstrijden voor de Wereldbeker en Russische kampioenschappen verreden.

## Geboren
- Vladimir Iljin (1928-2009), voetballer
- Michail Moestygin (1937-2023), voetballer
- Edoeard Malafejew (1942), Wit-Russisch voetballer en trainer
- Valeri Moeratov (1946), schaatser
- Michail Tjoerin (1960), kosmonaut
- Dmitri Dorofejev (1976), schaatser
- Jekaterina Lobysjeva (1985), schaatsster
- Aleksej Jesin (1987), schaatser
- Vitalik Buterin (1994), computerprogrammeur en schrijver
- Jelizaveta Kazelina (1996), schaatsster
- Michail Kazelin (1996), schaatser
- Daniil Aldosjkin (2001), schaatser

## Zie ook

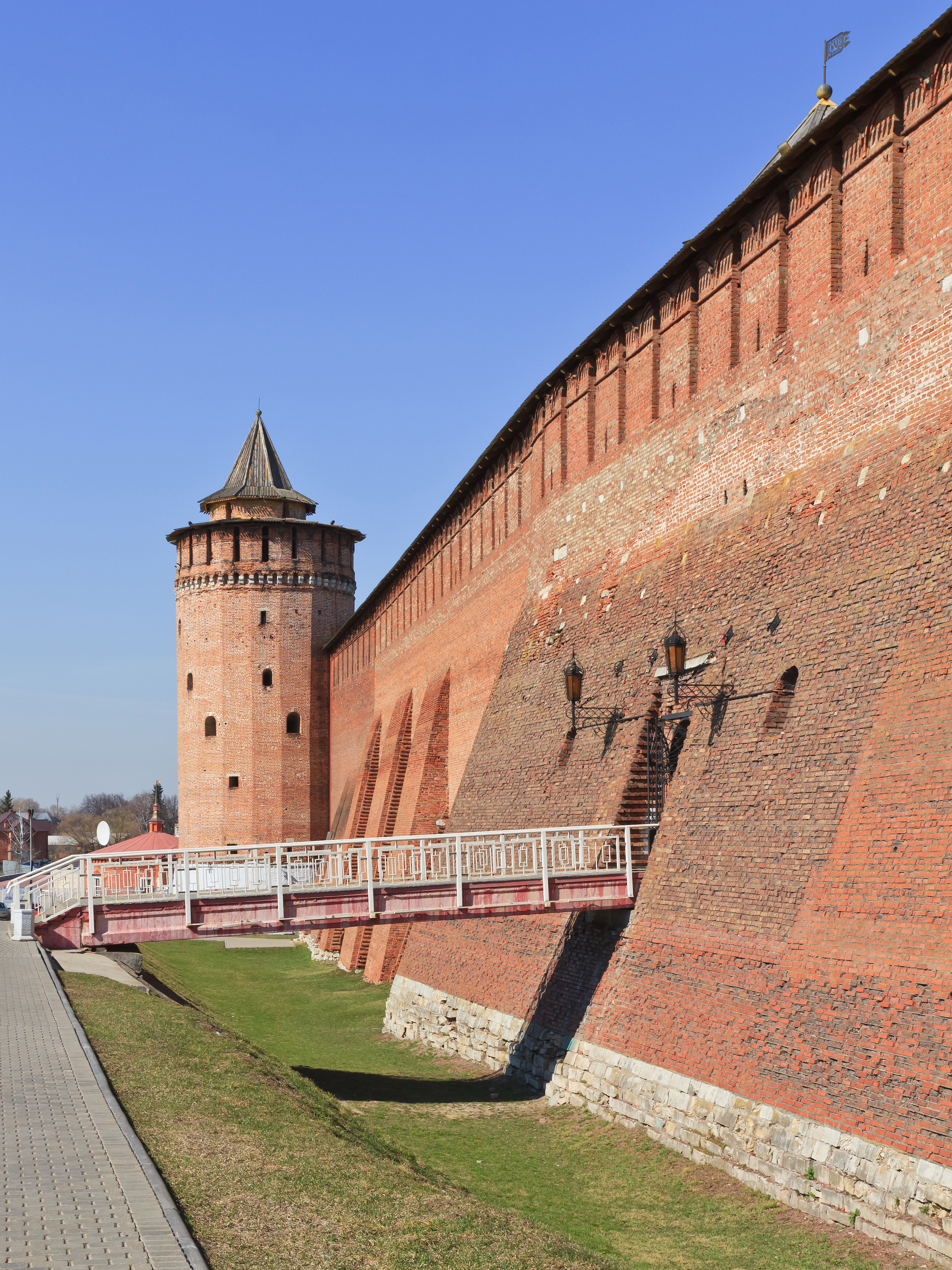
Gedeelte van de muur van het Kremlin

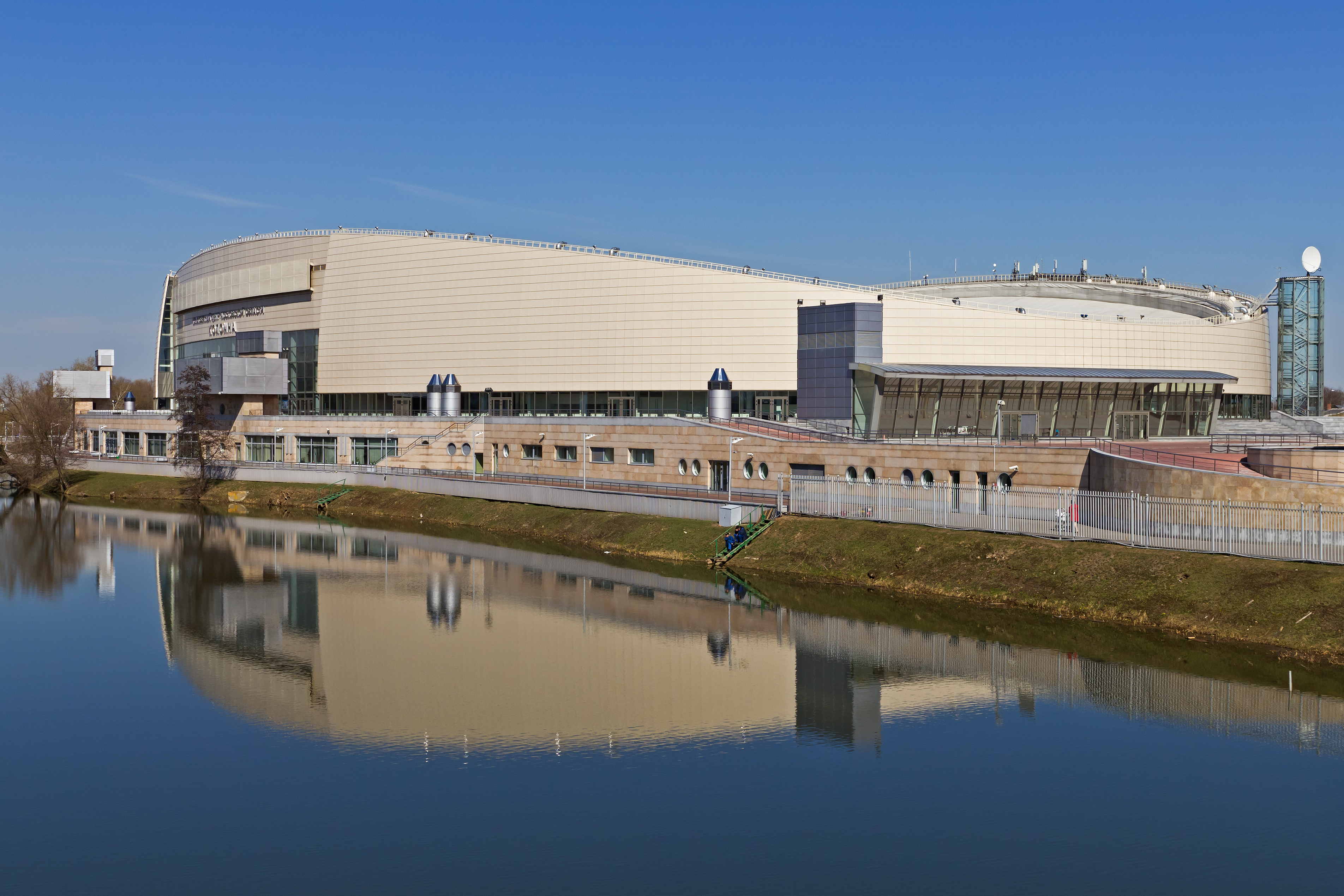
De overdekte ijsbaan